# Верховский, Илья Моисеевич
Верховский, Илья Моисеевич (1891, Елисаветград Херсонской губернии — 1966, Москва) — советский учёный-горняк, основатель научной школы по гравитационным методам обогащения, разработчик научных основ проектирования углеобогатительных фабрик. Доктор технических наук, профессор Московского горного института. Лауреат Сталинской премии 3-й степени (1952).

## Биография
Илья Моисеевич Верховский родился в 1891 году, в Елисаветграде Херсонской губернии. Горное образование получил в Бельгии на горном отделении технического факультета университета города Льеж (1910—1914 гг.), затем учился в Королевской горной школе (ныне входит в состав Имперского колледжа в Лондоне), которую окончил в 1917 году. С 1917 по 1921 год работал инженером на обогатительной фабрике в Великобритании. В 1921 году вернулся в Россию и поступил на работу в институт «Механобр».
С 1931 года — профессор Московского горного института (ныне — Горный институт НИТУ «МИСиС»), с 1943 года — заведующий кафедрой «Обогащение полезных ископаемых». Защитил докторскую диссертацию и в 1934 году получил звание профессора. В 1963—1966 годах работал в Институте горючих ископаемых.

## Научная и педагогическая деятельность
И. М. Верховский провел фундаментальные исследования в области оценки обогатимости полезных ископаемых и разработал научные основы проектирования обогатительных фабрик. Организовал первую в СССР радиометрическую лабораторию, где разрабатывались новые методы исследований в области обогащения. В 1949 г. был опубликован его основной труд «Основы проектирования и оценки процессов обогащения полезных ископаемых». Всего им написано свыше 70 научных работ по теории и практике обогащения полезных ископаемых, а также о методике преподавания обогатительных дисциплин. Подготовил более 10 кандидатов и докторов наук.

## Награды
За создание и внедрение новых машин для классификации и обезвоживания углей в 1952 году удостоен Сталинской премии 3-й степени. Награждён Орденом Ленина.